# Burg Wasdow
Die Burg Wasdow ist die Ruine einer mittelalterlichen Niederungsburg und befindet sich im Dorf Wasdow im Gemeindegebiet Behren-Lübchin an der Warbel im ebenen bis hügeligen Grundmoränengebiet am Rande des Trebeltales. Von der ehemaligen Burganlage sind ein großer Teil des Turmes und die Fundamente des Wohn- und Wirtschaftsgebäudes erhalten.

## Geschichte
Die Burganlage wurde im 13. Jahrhundert während der Deutschen Ostkolonisation zum Schutz des nahen Handelsweges und der schiffbaren Trebel errichtet. Diese Burg war eine typische Wehranlage des niederen Adels. Die Burg war zu Beginn im Besitz der Familie Hobe, gesichert ab Hobe dem Schwarzen († 1379), Herr auf Wasdow. Durch die Lage an der Warbel eignete sich das unmittelbare Umfeld hervorragend zur Verteidigung. Neben dem eigentlichen Wohn- und Wirtschaftsgebäude befand sich der noch gut erhaltene Bergfried, welcher auch als Fangelturm bezeichnet wurde. Dieser Turm war aus Feld- und Ziegelsteinen erbaut worden. Sein Kellerraum befand sich in der Ebene in Richtung des Wohngebäudes auf einem zwei Meter hohen Hügel. Die Reste des Bergfriedes erreichen die Höhe von 8,26 Metern außen und 10,26 Metern im Inneren. Zwischen den Backsteinen, deren Maße zwischen 28 × 14 × 9,5 cm und 30 × 14 × 9 cm variieren, wurden Feldsteine der unterschiedlichsten Größen in den Außenmauern verbaut. Das Mauerwerk erhielt so eine Wandstärke von teilweise über zwei Metern. Die unteren Räume des Bergfriedes dienten vermutlich als Lager. Der Zugang zum Bergfried erfolgte, wie meist üblich, in einigen Metern Höhe über eine Leiter. Der Durchmesser des Turmes betrug etwa 3,40 Meter. Angrenzend an den Turm befand sich das Wohn- und Wirtschaftsgebäude, von welchem nur noch die Fundamente vorhanden sind. Die Burg umgaben eine Ringmauer und ein breiter Graben. Südlich vor dieser Hauptburg erstreckte sich eine Vorburg, in der sich noch kleinere Wirtschaftsgebäude befanden.
Das Adelsgeschlecht von Hobe, die außer in Wasdow auch in den Nachbarorten Quitzenow, Groß- und Klein Methling saßen, blieb Besitzer der Güter bis zum Jahre 1779. In diesem Jahr wurde Klein Methling an den Herzog von Mecklenburg verkauft und damit zur Domäne, während die Güter Quitzenow, Bobbin und Wasdow in die Hände der Familie Blücher kamen. Wasdow musste im Jahr 1895 wieder verkauft werden, die beiden anderen Güter blieben bis zum Zweiten Weltkrieg im Besitz derer von Blücher. Genauere Angaben über die spätere Geschichte der Burg fehlen, auf der Schmettauschen Direktorial-Vermessungskarte ist nur noch der Bergfried eingezeichnet.